# Horney Bluff
Das Horney Bluff ist ein markantes, unvereistes und 24 km langes Felsenkliff an der Hillary-Küste in der antarktischen Ross Dependency. Es erstreckt sich entlang der Nordflanke des Byrd-Gletschers von der Einmündung des Merrick-Gletschers in östlicher Richtung zum Kap Kerr am Rand des Ross-Schelfeises. Der westliche Teil des Kliffs wird überragt vom Borowski Peak.
Das Advisory Committee on Antarctic Names benannte es 1965 nach Harry R. Horney (1905–1986), Stabschef unter Admiral Richard Evelyn Byrd bei der US-amerikanischen Operation Highjump (1946–1947).